# Nikolái Krylenko
Nikolái Vasílievich Krylenko (ruso: Никола́й Васи́льевич Крыле́нко; Bejtéyevo, Gobernación de Smolensk, Imperio Ruso, 2 de mayo de 1885 - Moscú, Unión Soviética, 29 de julio de 1938) fue un político comunista ruso, dirigente del Partido Bolchevique. Ejerció una variedad de cargos dentro del sistema legal soviético, llegando a ser comisario del pueblo de Justicia de la Unión Soviética y fiscal general de la República Socialista Federativa Soviética de Rusia.
Krylenko fue un exponente del derecho socialista y de la teoría de que las consideraciones políticas, más allá de la culpabilidad o inocencia criminales, debían guiar la aplicación del castigo penal. Aunque participó en los Juicios Farsa y en la represión política de finales de los años 1920 y comienzos de los años 1930, el mismo Krylenko fue finalmente detenido durante la Gran Purga. Tras ser sometido a interrogatorios y torturas por parte del NKVD, Krylenko confesó una amplia participación en el sabotaje y la agitación y propaganda antisoviética. Fue condenado a muerte por el Colegio Militar de la Corte Suprema de la URSS, en un juicio que duró veinte minutos, y ejecutado inmediatamente después en el campo de fusilamiento de Communarka.

## Biografía

### Antes de la Revolución
Krylenko nació en Bejtéyevo, un pequeño municipio del Óblast de Smolensk, entonces perteneciente a la Gobernación de Smolensk, hijo de un revolucionario populista ruso.
Se unió a la facción bolchevique del Partido Obrero Socialdemócrata de Rusia (POSDR) en 1904, mientras estudiaba historia y literatura en la Universidad de San Petersburgo, donde era conocido por sus compañeros como camarada Abram. Fue miembro del Sóviet de San Petersburgo, de breve duración, durante la Revolución de 1905 y miembro del Comité del Partido Bolchevique de San Petersburgo. Tuvo que abandonar Rusia en junio de 1906, pero regresó ese mismo año más tarde. Detenido por la policía secreta zarista en 1907, fue liberado por falta de pruebas, aunque pronto deportado sin juicio a Lublin.
Krylenko regresó a San Petersburgo en 1909, finalizando su carrera universitaria. Abandonó brevemente el POSDR en 1911, aunque pronto retornó. Fue reclutado por el Ejército Imperial Ruso en 1912 y ascendido a teniente segundo, antes de ser licenciado en 1913. Tras haber trabajado como editor asistente de Pravda y enlace del grupo parlamentario bolchevique en la Duma durante unos meses, Krylenko fue de nuevo detenido en 1913 y deportado a Járkov, donde se graduó en derecho. A comienzos de 1914, Krylenko supo que quizás sería de nuevo arrestado y se marchó a Austria. Al estallar la Primera Guerra Mundial en agosto de 1914, tuvo que trasladarse a Suiza con nacionalidad rusa. En el verano de 1915, Lenin envió a Krylenko de vuelta a Rusia para ayudar a reconstruir la organización clandestina bolchevique. En noviembre de 1915, fue arrestado en Moscú como desertor y, tras varios meses en prisión, enviado al Frente Sudoccidental en abril de 1916.

### 1917
Tras la Revolución de Febrero de 1917 y la introducción de comités electos en las fuerzas armadas rusas, Krylenko fue elegido presidente del comité de su regimiento, primero, y de su división, después. El 15 de abriljul./ 28 de abrilgreg. fue elegido presidente del comité del 11.º Ejército. Tras el regreso de Lenin a Rusia en abril de 1917, Krylenko adoptó la nueva política bolchevique de oposición irreconciliable al Gobierno Provisional. Consecuentemente, tuvo que dimitir de su cargo el 26 de mayojul./ 8 de juniogreg. por falta de apoyos entre los miembros no bolcheviques del comité de Ejército.
En junio de 1917, Krylenko fue nombrado miembro de la Organización Militar Bolchevique y fue elegido delegado al I Congreso de los Sóviets de Rusia. En el congreso, fue elegido miembro del Comité Ejecutivo Central Panruso, por parte de la facción bolchevique. Krylenko abandonó Petrogrado para acudir el 2 de juliojul./ 15 de juliogreg. al cuartel general del Alto Mando del Ejército en Maguilov, pero fue detenido allí por el Gobierno Provisional, debido a la represión contra los bolcheviques desatada tras las Jornadas de Julio. Fue encarcelado en Petrogrado, pero fue liberado a mediados de septiembre tras el intento de golpe de Estado de Kornílov.
Krylenko tomó parte activa en la preparación de la Revolución de Octubre en Petrogrado como recién nombrado presidente del Congreso de Sóviets de la Región del Norte y dirigente del Comité Militar Revolucionario de Petrogrado. El 16 de octubrejul./ 29 de octubregreg., diez días antes de la insurrección, informó al Comité Central del Partido Bolchevique que la guarnición militar de Petrogrado apoyaría a los bolcheviques en caso de levantamiento. Durante la toma del poder por parte de los bolcheviques entre el 24 de octubrejul./ 6 de noviembregreg. y el 25 de octubrejul./ 7 de noviembregreg., Krylenko fue uno de los dirigentes de la insurrección junto a León Trotski, Adolf Iofe y Vladímir Antónov-Ovséyenko, entre otros.

### Jefe del Ejército Rojo
En el II Congreso Panruso de los Sóviets, el 8 de noviembre de 1917, Krylenko fue nombrado Comisario del Pueblo (ministro) y miembro del triunvirato (junto a Pável Dybenko y Nikolái Podvoiski) responsable de los asuntos militares en el Primer Gobierno de Lenin. A comienzos de noviembre, inmediatamente después de la toma del poder, Krylenko ayudó a Trotski a suprimir el intento de retomar Petrogrado de los leales al Gobierno provisional ruso, liderados por Aleksandr Kérenski y el general Piotr Krasnov.

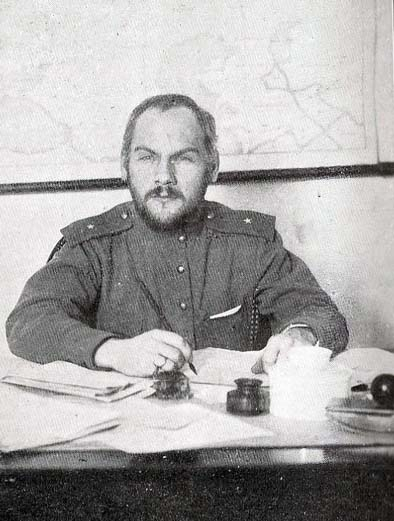
El comandante en jefe Nikolái Krylenko. 1918.

Tras el rechazo del comandante en jefe (y jefe del Estado Mayor) en funciones, general Nikolái Dujonin, de abrir las negociaciones de paz con los alemanes, Krylenko fue nombrado comandante en jefe el 9 de noviembre de 1917. Comenzó las negociaciones con el Ejército alemán el 12-13 de noviembre. Krylenko llegó al cuartel general del Alto Mando en Maguilov el 20 de noviembre y arrestó al general Nikolái Dujonin, quien fue acuchillado y pisoteado hasta la muerte por los guardias rojos por órdenes de Krylenko. Tras la formación del Ejército Rojo el 15 de enero de 1918, Krylenko fue asimismo miembro del Colegio para toda Rusia que supervisó su construcción. Probó ser un excelente orador público, capaz de ganarse a masas hostiles tan solo con la palabra. Sus talentos organizativos, sin embargo, quedaban muy por detrás de sus talentos de orador.
Krylenko fue un partidario activo de la política de democratización del Ejército ruso, incluyendo la abolición de la subordinación, la elección de los oficiales por la tropa alistada, y el uso de la propaganda para ganar a las unidades enemigas. Aunque el Ejército Rojo tuvo varios éxitos a comienzos de 1918 contra destacamentos antibolcheviques pequeños y pobremente armados, esta política probó ser insatisfactoria cuando las fuerzas soviéticas fueron rotundamente derrotadas en la Operación Faustschlag lanzada por el Ejército alemán a finales de febrero de 1918, tras la ruptura de las negociaciones de Brest-Litovsk.
A raíz de la derrota, Trotski pugnó por la formación de un consejo militar de antiguos generales rusos que funcionase como cuerpo asesor del Ejército Rojo. Lenin y el Comité Central del Partido Bolchevique estuvieron de acuerdo en crear un Consejo Supremo Militar, con el exjefe del Estado Mayor del Ejército imperial, Mijáil Bonch-Bruyévich a su cabeza, el 4 de marzo de 1918. En ese momento, toda la dirección bolchevique del Ejército Rojo, incluidos el Comisario del Pueblo de Defensa, Nikolái Podvoiski, y Krylenko, protestó vigorosamente y eventualmente dimitió. El puesto de "comandante en jefe" fue formalmente abolido por el Gobierno soviético el 13 de marzo y Krylenko fue reasignado al Colegio de la Comisaría del Pueblo de Justicia.

### Carrera legal (1918-1934)
Desde mayo de 1918 hasta 1922, Krylenko fue presidente del Tribunal Revolucionario del Comité Ejecutivo Central Panruso. Ejerció simultáneamente como miembro del Colegio de Fiscales del Tribunal Revolucionario.
Krylenko fue un entusiasta exponente del Terror Rojo, a pesar de sus diferencias con la Cheka.

En 1922, Krylenko fue nombrado Vice-Comisario del Pueblo de Justicia y fiscal asistente del fiscal general de la RSFS de Rusia.

### El Juicio Cieplak
En la primavera de 1923, Krylenko ejerció como fiscal en los Juicios Farsa contra la jerarquía de la Iglesia católica. Los acusados incluían al arzobispo Jan Cieplak, a monseñor Konstanty Budkiewicz y al beato Leonid Fiódorov.
Según el sacerdote Christopher Lawrence Zugger,

"Los bolcheviques habían orquestado ya varios "juicios farsa." La Cheka había escenificado el "Juicio de la Organización de Combate de San Petersburgo"; su sucesor, el nuevo GPU, el "Juicio de los Socialistas Revolucionarios." En estos y otras farsas, los acusados eran inevitablemente sentenciados a muerte o a largas condenas de prisión en el norte. El juicio farsa Cieplak es un buen ejemplo de la justicia revolucionaria bolchevique en este momento. Los procedimientos judiciales normales no restringían en absoluto a los tribunales revolucionarios; de hecho, el fiscal N. V. Krylenko, afirmaba que los tribunales podían pisotear los derechos de otras clases que no fuesen el proletariado. Las apelaciones a los tribunales no iban a un tribunal superior, sino a comités políticos. Los observadores occidentales encontraron el escenario –el gran salón de baile de un antiguo club de nobles, con querubines pintados en los techos– singularmente inapropiado para un acontecimiento solemne de ese tipo. No se requería tener un currículum legal ni a los jueces ni a los fiscales, solo uno apropiadamente "revolucionario". Que los grandes carteles de "No fumar" fuesen ignorados por los propios jueces no auguraba nada bueno para las legalidades."

Según el corresponsal del "New York Herald", Francis MacCullagh:

Krylenko, que comenzó a hablar a las 06:10 PM, fue bastante moderado al principio, pero rápidamente se lanzó a atacar a la religión en general y a la Iglesia católica en particular. "La Iglesia católica", declaró, "siempre ha explotado a las clases trabajadoras." Cuando demandó la muerte del arzobispo, afirmó, "Toda la duplicidad jesuítica con la que usted se ha defendido no le salvará de la pena de muerte. Ni el Papa ni el Vaticano pueden salvarle ahora." En su largo discurso, el fiscal rojo se afanó en una furia de odio antirreligioso. "Su religión", gritó, "yo escupo sobre ella, como hago sobre todas las religiones –en la ortodoxa, judía, musulmana, y el resto–. "No hay más ley aquí que la ley soviética", gritó en otro momento, "y por esa ley usted debe morir"

Tanto el arzobispo Cieplak como monseñor Budkiewicz fueron condenados a muerte. Los otros quince acusados fueron condenados a largos periodos en el campo de trabajos de Solovkí. Las condenas provocaron un enorme revuelo en todo el mundo occidental.
Según el sacerdote Zugger,

"El Vaticano, Alemania, Polonia, Gran Bretaña y los Estados Unidos emprendieron enormes frenéticos esfuerzos para salvar al arzobispo y a su canciller. En Moscú, los embajadores de las misiones polaca, británica, checoslovaca e italiana apelaron a "razones humanitarias", y Polonia ofreció intercambiar cualquier prisionero para salvar al arzobispo y al monseñor. Finalmente, el 29 de marzo, la condena del arzobispo fue conmutada a diez años de prisión (…) pero el monseñor no sería perdonado. De nuevo, hubo llamamientos de los poderes extranjeros, de los socialistas occidentales, así como de líderes de la Iglesia. Estos llamamientos fueron en vano: "Pravda" afirmó en su editorial del 30 de marzo que el tribunal estaba defendiendo los derechos de los trabajadores, que habían sido oprimidos por el sistema burgués durante siglos con la ayuda de los sacerdotes. Extranjeros pro-comunistas que intervinieron para salvar a los dos hombres fueron también condenados como "comprometidos con los sirvientes sacerdotales de la burguesía." (…) El padre Rutkowski recordaba más tarde que Budkiewicz se rindió él mismo ante la voluntad de Dios sin reservas. El domingo de Pascua, se informó al mundo que monseñor estaba aún vivo, y el Papa Pío XI rezó públicamente en la Plaza de San Pedro para que los soviéticos le perdonasen la vida. Dirigentes de Moscú comentaron a los ministros extranjeros y periodistas que la condena de monseñor era justa, y que la Unión Soviética era una nación soberana que no aceptaría ninguna interferencia. En respuesta a un llamamiento de los rabinos de Nueva York para perdonar la vida de Budkiewicz, "Pravda" escribió un abrasador editorial contra "los banqueros judíos que dominan el mundo" y advirtieron sin rodeos que los soviéticos matarían también a los oponentes judíos de la Revolución. Solo el 4 de abril emergería finalmente la verdad: monseñor llevaba ya tres días enterrado. Cuando las noticias llegaron a Roma, el Papa Pío cayó sobre sus rodillas y lloró mientras rezaba por el alma del sacerdote. Para complicar más las cosas, el cardenal Gasparri había terminado justo de leer una nota de los soviéticos que afirmaba que "todo procedió satisfactoriamente" cuando se le entregó el telegrama anunciando la ejecución. El 31 de marzo de 1923, Sábado Santo, a las 11:30 PM, tras una semana de fervientes rezos y la firme declaración de que estaba preparado para ser sacrificado por sus pecados, monseñor Konstanty Budkiewicz fue sacado de su celda y, poco antes del anochecer del Domingo de Pascua, tiroteado detrás de la cabeza en las escaleras de la Lubianka.

### Comisario del Pueblo de Justicia
En 1931, Krylenko fue nombrado Comisario del Pueblo de Justicia de la Unión Soviética y fiscal general de la RSFS de Rusia, en ejercicio de cuyo cargo ejerció como fiscal jefe en los "Juicios Farsa" celebrados en Moscú durante los años 1920 y comienzos de los años 1930, siendo visto ampliamente como la cara pública del sistema judicial soviético. Krylenko fue cesado como fiscal general en 1931 y reemplazado por Andréi Vyshinski. En 1933 fue condecorado con la Orden de Lenin. En enero de 1933, se quejó indignado sobre la lenidad de algunos oficiales soviéticos que objetaban las infames "leyes de los cinco oídos":

A veces nos dejamos llevar por una rotunda negativa a aplicar esta ley de manera rígida. Un Juez Popular me dijo rotundamente que nunca se atrevió a tirar a alguien a la cárcel por cuatro oídos. A lo que nos enfrentamos aquí es a un profundo prejuicio, bebido como la leche materna… La creencia errónea de que las personas deben ser juzgadas no de acuerdo a las directrices políticas del partido, sino de acuerdo a consideraciones de "justicia superior".

Entre 1927 y 1934, Krylenko fue miembro de la Comisión Central de Control del Partido Comunista de la Unión Soviética.

### Cargos deportivos
Krylenko utilizó sus cargos para llevar a cabo la línea estalinista de control total y politización de todas las áreas de la vida pública:

### Teórico del sistema judicial soviético
Durante las décadas de los años 20 y 30, Krylenko escribió docenas de libros y artículos en apoyo de la teoría que argumentaba que, bajo el sistema de "legalidad socialista", las consideraciones políticas y no las criminales debían jugar el papel decisivo a la hora de decidir en cuestiones de culpabilidad, inocencia y castigo. Teorizó que la confesión era la última prueba de la culpabilidad del acusado y que las pruebas materiales, definiciones precisas del crimen, y condenas exactas (el llamado sistema "sistema de dosificación") no era necesario bajo el socialismo.
Mijaíl Yakubóvich, un acusado en uno de los juicios farsa, describió su encuentro con Krylenko tras semanas de torturas por parte de la OGPU, para discutir su inminente juicio:

Ofreciéndome asiento, Krylenko dijo: "No tengo ninguna duda de que tú, personalmente, no eres culpable de nada. Ambos estamos desempeñando nuestro deber hacia el Partido; te he considerado y te considero un comunista. Yo seré el fiscal en el juicio; tú confirmarás el testimonio dado durante la investigación. Este es nuestro deber hacia el Partido, el tuyo y el mío. Pueden presentarse complicaciones imprevistas en el juicio. Cuento contigo. Si surge la necesidad, pediré al juez que preside que te llame. Y tú encontrarás las palabras adecuadas."

Krylenko promovió sus visiones sobre la "legalidad socialista" durante la redacción de dos borradores sobre el código penal soviético, uno en 1930 y otro en 1934. A las visiones de Krylenko estaban opuestos dos teóricos soviéticos, incluyendo al fiscal general soviético, Andréi Vyshinski, que argumentaba que la definición imprecisa de Krylenko sobre crímenes y su rechazo a definir los términos del castigo introducían inestabilidad legal y arbitrariedades y que eran, por tanto, contrarios a los intereses del Estado soviético. El debate continuó hasta 1935 y quedó inconcluso.
En 1936, Krylenko justificó la inclusión de una ley contra la homosexualidad masculina en el código penal soviético de 1934 como medida dirigida contra actividades subversivas:

### Caída del poder y ejecución
Krylenko fue promovido al cargo de comisario del pueblo de Justicia de la URSS el 20 de julio de 1936 y no estuvo afectado directamente por la primera oleada de la Gran Purga de 1935 a 1937. Sin embargo, en la primera sesión del recientemente organizado Sóviet Supremo de la Unión Soviética en enero de 1938, fue atacado por un prometedor estalinista, Mir Jafar Baghirov, primer secretario del Partido Comunista de la RSS de Azerbaiyán:
El ataque había sido claramente coordinado (Viacheslav Mólotov lo refrendó) y Krylenko fue cesado de su cargo el 19 de enero de 1938. Tras entregar la comisaría a su sucesor, Nikolái Ryshkov, Krylenko viajó a su dacha a las afueras de Moscú junto a su familia. En la tarde del 31 de enero de 1938, recibió una llamada de Iósif Stalin en la que le tranquilizó, diciéndole: "No te entristezcas. Confiamos en ti. Sigue haciendo el trabajo para el que has sido asignado sobre el nuevo código legal." Esta llamada calmó a Krylenko; sin embargo, esa misma tarde su casa fue rodeada por un escuadrón del NKVD y él y muchos miembros de su familia fueron detenidos.
Después de tres días en una prisión del NKVD, Krylenko "confesó" que había sido un saboteador desde 1930. El 3 de abril hizo una "confesión" adicional, explicando que había sido enemigo de Lenin incluso antes de la Revolución de 1917. En su último interrogatorio el 28 de junio de 1938, "confesó" que había reclutado a treinta empleados de la Comisaría de Justicia para su organización antisoviética.
Krylenko fue juzgado por el Colegio Militar de la Corte Suprema de la URSS el 29 de julio de 1938. El juicio duró veinte minutos, lo suficiente para que Krylenko se retractase de sus "confesiones". Fue encontrado culpable e inmediatamente ejecutado.

## Legado
La condena de Krylenko fue una de las que primero anuló el Estado soviético en 1955, durante el Deshielo de Jrushchov.

## Obras (en inglés)
- N. V. Krylenko. A blow at Intervention. Final indictment in the case of the counter-revolutionary Organisation of the Union of Engineers’ Organisations (the Industrial Party) whereby Ramzin, Kalinnikof, Larichef, Charnowsky, Fedotof, Kupriyánof, Ochkin and Sitnin, the accused, are charged in accordance with article 58, paragraphs 3, 4, and 6 of the Criminal code of the RSFSR. Pref. by Karl Radek. Moscow, State Publishers, 1931.
- N. V. Krylenko. Red and white terror, London, Communist Party of Great Britain, 1928.
- N. V. Krylenko. Revolutionary law. Moscow, Co-operative Publishing Society of Foreign Workers in the U.S.S.R., 1933.